# Arthur-Léon Imbert de Saint-Amand
Arthur-Léon-Georges Imbert de Saint-Amand (Paris, 22 novembre 1834 - Paris, 22 juin 1900) est un diplomate et historien français.

## Biographie
Né au no 9 de la rue Jean-Goujon, de Marie-Flore Domon et du baron Bernard-Marthe Imbert de Saint-Amand , colonel au 2e régiment de dragons, il fut élève du lycée Bonaparte. Après avoir passé ses licences ès lettres et en droit, il entra, en 1855, au ministère des Affaires étrangères. Il y devint successivement sous-directeur adjoint à la direction politique en 1866, secrétaire de première classe à la disposition du ministre en 1869, ministre plénipotentiaire de 2e classe en 1877 et de première classe en 1882, et fut presque constamment chargé de travaux particuliers dans l’administration centrale de ce ministère.

Imbert de Saint-Amand s’est fait connaitre par une série de publications sur les femmes de l’ancienne cour de France, du premier Empire et de la Restauration, comprenant les femmes de la cour de Louis XIV, de la cour de Louis XV, des dernières années du règne de Louis XV, les beaux jours de Marie-Antoinette et la fin de l’ancien régime, puis, entre autres, Marie-Antoinette aux Tuileries, la dernière année de celle-ci, l’agonie de la royauté, la citoyenne Bonaparte, la femme du premier consul, la cour de l’impératrice Joséphine, les beaux jours de Marie-Louise, Marie-Louise et la décadence de l’Empire, la duchesse de Berry, la duchesse d’Angoulême, etc. En dehors de ces deux séries, il a publié des portraits de la cour des derniers Valois et des derniers Bourbon, de Françaises  et du XVIIIe et du XIXe siècle, de l'abbé Deguerry et de Delphine de Girardin.
Décoré de la Légion d'honneur le 11 août 1863, il a été promu officier le 6 août 1870.

## Publications
- Les Femmes de Versailles, 1875-1879, Paris, Édouard Dentu, 5 vol. in-18.
- Les Femmes des Tuileries, 1880-1887, Paris, Édouard Dentu, 14 vol. in-18.
- Les Femmes des Tuileries - La Révolution de 1848, Paris, Édouard Dentu
- Portraits de femmes françaises du XVIIIe et du XIXe siècle, Paris, Ferdinand-Fleurus Amyot (d), 1869, in-18.
- L'Abbé Deguerry, curé de la Madeleine, Paris, Ferdinand-Fleurus Amyot, 1875, in-18.
- Souvenirs, poésies, Paris, Ferdinand-Fleurus Amyot, 1872, 70 p., in-12.
- Les Femmes de la Cour des derniers Valois, Paris, Édouard Dentu, 1872, in-18.
- Madame de Girardin, Paris, Édouard Dentu, 1874, in-18.
- Portraits de grandes dames, Paris, Édouard Dentu, 1875, in-18.
- La Captivité de la duchesse de Berry. Nantes et Blaye, Paris, Édouard Dentu, 1890, in-18.
- La Cour de Louis XVIII, Paris, Édouard Dentu, 1891, in-4°.
- La Cour de Charles X, Paris, Édouard Dentu, 1891, in-4°.
- Marie-Amélie et la Cour de Palerme, Paris, Édouard Dentu, 1891, in-8°.

### En anglais
- Marie-Antoinette at the Tuileries, 1789–1791 ; Marie Antoinette and the Downfall of Royalty ; Marie Antoinette and the End of the Old Régime : tous traduits par Elizabeth Gilbert Martin et imprimés par Charles Scribner's Sons, 1893.